# او بازی را برد
او بازی را برد (به انگلیسی: He Got Game) فیلمی محصول سال ۱۹۹۸ و به کارگردانی اسپایک لی است. در این فیلم بازیگرانی همچون دنزل واشینگتن، ری آلن، میلا یوویچ، جان تورتورو، جیم براون، هیل هارپر، زلدا هریس، ند بیتی، بیل نون، لونت مک‌کی، کیم دایرکتور، لئونارد رابرتس ایفای نقش کرده‌اند.